# Colônia Leopoldina
Colônia Leopoldina este un oraș în statul Alagoas (AL) din Brazilia.